# Nantelmus von Ecublens
Nantelmus von Ecublens († 12. Mai 1203) war von 1196 bis zu seinem Tod Bischof von Sitten.

## Leben
Nantelmus entstammte dem waadtländischen Adelsgeschlecht d’Ecublens, der Bischof von Lausanne Wilhelm von Ecublens war sein Neffe. Er war 1161 Domherr in Sitten, 1176 Dekan des Lausanner Domkapitels und ab 1180 Diakon und Domherr. Er wurde im Juli oder August 1196 Bischof von Sitten. Von 1196 bis 1201 Propst von Lausanne – diese Stellung wurde jedoch nach seiner Ernennung zum Bischof angefochten. Papst Innozenz III. liess 1201 Nantelmus' Ansprüche durch drei Kommissare untersuchen. 1199 bestätigte Nantelmus Besitzrechte der Chorherren vom Hospiz auf dem Grossen St. Bernhard und schlichtete einen langwierigen Konflikt zwischen dem Sittener Domkapitel und dem Hospiz von Mont-Joux (auf dem  Grossen Sankt Bernhard). Den Mönchen von Hauterive gewährte er 1200 seinen Schutz.